# Pathécolor

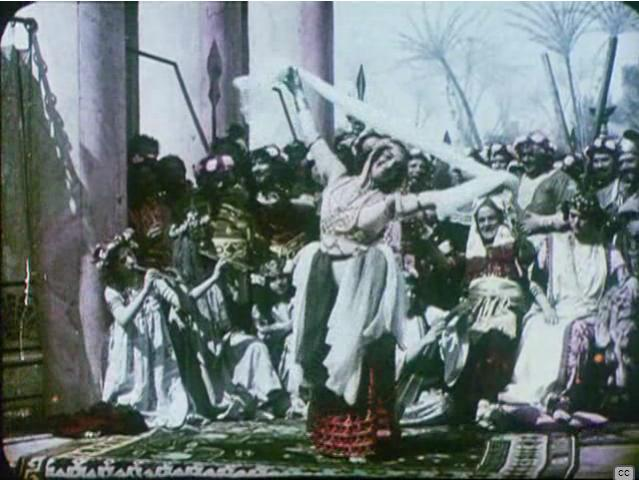
Szene aus Salomè (1910)

Pathécolor ist ein Verfahren der Schablonenkolorierung, das von der Firma Pathé Frères im Jahr 1905 patentiert wurde. Dabei wurden mit Schablonen und Farbwalzen mehrere Farben gleichzeitig auf einen Schwarzweiß-Filmstreifen aufgetragen. Durch die feine und exakte Färbung wurde das Verfahren vom Hersteller als besonders „naturgetreu“ beworben, sodass zahlreiche Naturfilme in Pathécolor entstanden. Außerdem wurden die historisch anmutenden Kostümfilme des Film d’Art eingefärbt, um diesen einen zusätzlichen Schauwert zu geben, etwa Salomé (1910).
Die Pathécolor-Filme entstanden bis ca. Mitte der 1910er Jahre. Bekannt sind vor allem La Poule aux Oeufs d’Or (1905, Gaston Velle), Le Pied de Mouton (1907, Albert Capellani) sowie La Chenille de la Carotte (1911, Pathé). Danach wurde die Technik zunehmend unrentabel und verschwand. Später wurde das Verfahren Pathéchrome genannt und ist in Einzelfällen noch bis in die 1920er Jahre nachweisbar.